# Cetratus
Genre
Cetratus est un genre d'araignées aranéomorphes de la famille des Thomisidae.

## Distribution
Les espèces de ce genre se rencontrent en Australie et en Nouvelle-Guinée.

## Liste des espèces
Selon World Spider Catalog (version 18.0, 04/02/2017) :
- Cetratus annulatus Kulczyński, 1911
- Cetratus caecutiens (L. Koch, 1876)
- Cetratus circumlitus (L. Koch, 1876)
- Cetratus rubropunctatus (Rainbow, 1920)
- Cetratus tenuis (L. Koch, 1875)

## Publication originale
- Kulczyński, 1911 : Spinnen aus Nord-Neu-Guinea. Nova Guinea. Résultats de l'expédition Scientifique néerlandaise a la Nouvelle-Guinée en 1903 sous les auspices d'Arthur Wichmann. Leiden, Zoologie, vol. 5, no 4, p. 423-518 (texte intégral).